# 비스섬
비스섬(크로아티아어: Vis)은 아드리아해에 위치한 크로아티아의 섬으로 면적은 89.72km2이며 인구는 3,617명(2001년 기준)이다. 크로아티아의 유인도 가운데 해안 지역에서 가장 멀리 떨어져 있는 섬이다. 섬의 주요 산업은 농업(포도 재배가 주를 이룸), 어업, 해산물 가공업, 관광업이다.

## 역사
신석기 시대부터 사람이 살았으며 기원전 4세기에는 시라쿠사의 참주였던 디오니시오스 1세에 의해 이사(Issa)라는 이름의 식민 도시가 설립되었다. 이사는 독립 국가를 자처했으며 독자적인 통화를 발행했다. 기원전 1세기에는 일리리아인의 분파 가운데 하나인 리부르니아인(Liburnia)이 섬을 차지했다.
비잔티움 제국 시대에는 달마티아의 일부였으며 925년에는 중세 크로아티아 왕국의 지배를 받았다. 1797년까지는 베네치아 공화국의 지배를 받았으며 당시에는 리사섬(Lissa)이라고 불렀다. 1797년 베네치아 공화국이 소멸되면서 비스섬은 오스트리아 합스부르크 군주국의 지배를 받았다. 1806년부터 1814년까지는 나폴레옹 보나파르트가 이끌던 프랑스의 지배를 받았지만 나중에 오스트리아에 반환되었다.
1918년 제1차 세계 대전의 종전과 함께 오스트리아-헝가리 제국이 소멸되면서 이탈리아에 편입되었다. 제2차 세계 대전 시기에는 요시프 브로즈 티토가 이끄는 유고슬라비아 파르티잔의 활동의 중심지였고 제2차 세계 대전의 종전과 함께 유고슬라비아에 편입되었다.

## 인구
| 연도                                                                         | 인구   | ±%     |
| ---------------------------------------------------------------------------- | ------ | ------ |
| 1857                                                                         | 6,304  | —      |
| 1869                                                                         | 6,485  | +2.9%  |
| 1880                                                                         | 7,871  | +21.4% |
| 1890                                                                         | 8,647  | +9.9%  |
| 1900                                                                         | 9,914  | +14.7% |
| 1910                                                                         | 10,107 | +1.9%  |
| 1921                                                                         | 9,788  | −3.2%  |
| 1931                                                                         | 8,756  | −10.5% |
| 1948                                                                         | 7,485  | −14.5% |
| 1953                                                                         | 7,890  | +5.4%  |
| 1961                                                                         | 7,004  | −11.2% |
| 1971                                                                         | 5,049  | −27.9% |
| 1981                                                                         | 4,134  | −18.1% |
| 1991                                                                         | 4,361  | +5.5%  |
| 2001                                                                         | 3,637  | −16.6% |
| 2011                                                                         | 3,460  | −4.9%  |
| 출처: Naselja i stanovništvo Republike Hrvatske 1857–2001, DZS, Zagreb, 2005 |        |        |